# Oberonia teres
Oberonia teres är en orkidéart som beskrevs av Kerr. Oberonia teres ingår i släktet Oberonia och familjen orkidéer. Inga underarter finns listade i Catalogue of Life.